# Leek Town FC
Leek Town FC (celým názvem Leek Town Football Club) je anglický fotbalový klub, který sídlí ve městě Leek v nemetropolitním hrabství Staffordshire. Založen byl v roce 1946. Od sezóny 2018/19 hraje v Northern Premier League Division One West (8. nejvyšší soutěž). Klubové barvy jsou modrá a bílá.
Své domácí zápasy odehrává na stadionu Harrison Park s kapacitou 3600 diváků.

## Úspěchy v domácích pohárech
Zdroj: 
- FA Cup
  - 2. kolo: 1990/91
- FA Trophy
  - Finále: 1989/90

## Umístění v jednotlivých sezonách
Stručný přehled
Zdroj: 
- 1952–1953: Mid-Cheshire League
- 1954–1955: Birmingham & District League (Northern Division)
- 1955–1957: Birmingham & District League (Division Two)
- 1973–1978: Cheshire County League
- 1978–1982: Cheshire County League (Division One)
- 1982–1987: North West Counties League (Division One)
- 1987–1990: Northern Premier League (Division One)
- 1990–1994: Northern Premier League (Premier Division)
- 1994–1995: Southern Football League (Premier Division)
- 1995–1997: Northern Premier League (Premier Division)
- 1997–1999: Conference National
- 1999–2001: Northern Premier League (Premier Division)
- 2001–2004: Northern Premier League (Division One)
- 2004–2008: Northern Premier League (Premier Division)
- 2008–2018: Northern Premier League (Division One South)
- 2018– : Northern Premier League (Division One West)

Jednotlivé ročníky
Zdroj: 
Legenda: Z - zápasy, V - výhry, R - remízy, P - porážky, VG - vstřelené góly, OG - obdržené góly, +/- - rozdíl skóre, B - body, červené podbarvení - sestup, zelené podbarvení - postup, fialové podbarvení - reorganizace, změna skupiny či soutěže
| Sezóny  | Liga                                         | Úroveň | Z  | V  | R  | P  | VG | OG | +/- | B  | Pozice |
| ------- | -------------------------------------------- | ------ | -- | -- | -- | -- | -- | -- | --- | -- | ------ |
| 2009/10 | Northern Premier League (Division One South) | 8      | 42 | 18 | 13 | 11 | 68 | 61 | +7  | 67 | 8.     |
| 2010/11 | Northern Premier League (Division One South) | 8      | 42 | 14 | 5  | 23 | 64 | 74 | -10 | 47 | 16.    |
| 2011/12 | Northern Premier League (Division One South) | 8      | 42 | 22 | 8  | 12 | 77 | 60 | +17 | 74 | 5.     |
| 2012/13 | Northern Premier League (Division One South) | 8      | 42 | 15 | 14 | 13 | 72 | 60 | +12 | 59 | 10.    |
| 2013/14 | Northern Premier League (Division One South) | 8      | 40 | 28 | 4  | 8  | 86 | 35 | +51 | 88 | 3.     |
| 2014/15 | Northern Premier League (Division One South) | 8      | 42 | 28 | 5  | 9  | 91 | 38 | +53 | 89 | 2.     |
| 2015/16 | Northern Premier League (Division One South) | 8      | 42 | 18 | 9  | 15 | 61 | 56 | +5  | 63 | 8.     |
| 2016/17 | Northern Premier League (Division One South) | 8      | 42 | 18 | 10 | 14 | 63 | 63 | 0   | 64 | 9.     |
| 2017/18 | Northern Premier League (Division One South) | 8      | 42 | 20 | 8  | 14 | 80 | 50 | +30 | 68 | 7.     |
| 2018/19 | Northern Premier League (Division One West)  | 8      | 38 |    |    |    |    |    |     |    |        |